# Pietrabruna
Pietrabruna es una localidad y comune italiana de la provincia de Imperia, región de Liguria, con 580 habitantes.

## Evolución demográfica
| Gráfica de evolución demográfica de Pietrabruna entre 1861 y 2001 |
|                                                                   |
| Fuente ISTAT - elaboración gráfica de Wikipedia                   |